# Lulu Wang (filmmaker)
Lulu Wang (Chinees: 王子逸; Hanyu pinyin: Wáng Zǐyì) (Peking, 25 februari 1983) is een Chinees-Amerikaanse filmregisseur, scenarioschrijver en producent. Ze is bekend van het schrijven en regisseren van Posthumous (2014) en The Farewell (2019). Ze heeft ook verschillende korte films, documentaires en muziekvideo's geschreven, geproduceerd en geregisseerd.

## Biografie

### Jeugd
Wang is geboren in Beijing, China. Hier woonde ze met haar ouders en jongere broer voordat ze op 6-jarige leeftijd emigreerde naar Miami, Florida.
Ze begon aan pianolessen op vierjarige leeftijd en ging ook naar de New World School of the Arts, waar ruimte was om haar muzikaal talent te ontwikkelen. Ondanks dat haar ouders haar aanmoedigden om professioneel pianiste te worden, koos Wang niet voor een muziekcarrière.
Tijdens haar studie aan Boston College zag Wang Steven Shainberg's 2002 film Secretary, wat haar inspireerde om filmmaker te worden. Hierop volgde ze twee filmcursussen en maakte een aantal korte films terwijl ze nog op de universiteit zat. In 2005 studeerde ze af met een dubbele major in muziek en literatuur.

### Carrière
Wangs eerste films maakte ze samen met medestudent Tony Hale, waarvan zowel Storyteller als Pisces prijzen wonnen op Boston College. Na nog een aantal korte filmprojecten, verhuisde Wang naar Los Angeles om daar als scenarioschrijver te werken. Hier ontmoette ze Bernadette Bürgi, met wie ze een productiemaatschappij opzette, Flying Box Productions. Hier regisseerde Wang meerdere webshorts en muziekvideo's, en in 2014 ook haar eerste speelfilm Posthumous. De film werd voor het eerst vertoond op het filmfestival van Zürich op 4 oktober 2014, en daarna in de V.S. op het Miami International Film Festival.
In 2014 ontving Wang de Chaz en Roger Ebert Directing Fellowship bij de Film Independent Spirit Awards. In datzelfde jaar werd ze gekozen als Film Independent Project Involve Directing Fellow. Wangs korte film Touch uit 2015 ging in première op het Palm Springs International ShortsFest. De korte film won de prijs voor beste drama op het Asians on Film Festival.
In mei 2016 produceerde Wang een verhaal voor een radioprogramma This American Life. Producent Chris Weitz startte de ontwikkeling van een speelfilm op basis van dit verhaal, en Wang nam deel aan het FilmTwo Initiative van Sundance Institute om de film te produceren.
Deze film ging in januari 2019 in première als The Farewell op het Sundance Film Festival, waarna A24 de film wereldwijd distribueerde.

## Filmografie
| Jaar | Titel                                     | Functie                                 | Opmerkingen             |
| ---- | ----------------------------------------- | --------------------------------------- | ----------------------- |
| 2005 | Pisces                                    | Producent, regisseur, scenarioschrijver | Kortfilm                |
| 2006 | Fishing the Gulf                          | Regisseur                               | Korte documentaire      |
| 2007 | Can-Can                                   | Producent, regisseur, scenarioschrijver | Kortfilm                |
| 2011 | "Nobody Told Me" - Vintage Trouble        | Regisseur                               | Muziekvideo             |
| 2011 | Burke and Herb                            | Regisseur                               | Webserie                |
| 2014 | Posthumous                                | Regisseur, scenarioschrijver            | Speelfilm (regiedebuut) |
| 2014 | "Still and Always Will" - Vintage Trouble | Regisseur                               | Muziekvideo             |
| 2015 | Touch                                     | Regisseur, scenarioschrijver            | Kortfilm                |
| 2019 | The Farewell                              | Producent, regisseur, scenarioschrijver | Speelfilm               |
| 2020 | The Expatriates                           | Producent, regisseur, scenarioschrijver | Webserie                |